# Teleutias
Teleutias is een geslacht van rechtvleugeligen uit de familie sabelsprinkhanen (Tettigoniidae). De wetenschappelijke naam van dit geslacht is voor het eerst geldig gepubliceerd in 1874 door Stål.

## Soorten
Het geslacht Teleutias omvat de volgende soorten:
- Teleutias aduncus Stål, 1874
- Teleutias akratonos Montealegre-Z. & Morris, 1999
- Teleutias binotatus Brunner von Wattenwyl, 1895
- Teleutias bolivianus Beier, 1960
- Teleutias brevifolius Brunner von Wattenwyl, 1895
- Teleutias castaneus Brunner von Wattenwyl, 1895
- Teleutias curtulus Beier, 1960
- Teleutias fasciatus Brunner von Wattenwyl, 1895
- Teleutias fratellus Beier, 1960
- Teleutias fuscus Brunner von Wattenwyl, 1895
- Teleutias inermis Beier, 1960
- Teleutias maculatus Beier, 1960
- Teleutias major Beier, 1960
- Teleutias nigrotarsatus Brunner von Wattenwyl, 1895
- Teleutias obtusatus Brunner von Wattenwyl, 1895
- Teleutias parvulus Beier, 1960
- Teleutias reconditus Beier, 1960
- Teleutias steinbachi Beier, 1960
- Teleutias surinamus Beier, 1960
- Teleutias tortus Rehn, 1917
- Teleutias varius Beier, 1960
- Teleutias vicinissimus Brunner von Wattenwyl, 1895
- Teleutias vitripennis Beier, 1960
- Teleutias vittiventer Beier, 1960